# 若井敦子
若井 敦子（わかい あつこ、1971年9月12日 - ）は、日本の空手家、指導者、政治家。自由民主党所属の参議院議員（1期）。岐阜県岐阜市出身。近畿大学短期大学部卒業。全日本空手道連盟公認7段。西濃運輸空手道部総監督、岐阜県議会議員（3期）を務めた。

## 経歴
岐阜県岐阜市生まれ。小学校1年生のときに剛柔流の空手を始める。中学高校時代から才能を発揮し、2004年世界空手道選手権で史上初の4連覇を達成（2008年ギネスに認定）。1997年よりワールドゲームズ3連覇、1998年、2002年アジア大会でも連覇を果たした。
2002年にJOCスポーツ賞（優秀賞）を受賞。世界選手権3連覇後の2003年1月には岐阜県県民栄誉大賞を受賞。2005年には文部科学省スポーツ功労者顕彰を受けた。
2005年に引退。2006年10月より約1年地元岐阜の番組でメインキャスターとして活動した。
2007年より西濃運輸の空手道部監督に就任。
2015年第18回統一地方選挙で岐阜県議会議員選挙（岐阜市選挙区）に自民党から出馬し初当選した。
2024年12月13日、翌年7月の第27回参議院議員通常選挙の岐阜県選挙区への立候補を目指して、自民党の公認候補の公募に応募したことを明らかにした。同年12月21日、自民党岐阜県連は若井を公認候補予定者に決めた。投開票の結果、当選。

## 主な戦績
- 1998年世界選手権女子個人形種目優勝。
- 2000年世界選手権女子個人形種目優勝。
- 2002年世界選手権女子個人形種目優勝。
- 2004年世界選手権女子個人形種目優勝。
- 1998年アジア競技大会女子個人形種目優勝。
- 2002年アジア競技大会女子個人形種目優勝。

## 選挙歴
| 当落 | 選挙                     | 執行日        | 年齢 | 選挙区       | 政党       | 得票数     | 得票率 | 定数 | 得票順位 /候補者数 | 政党内比例順位 /政党当選者数 |
| ---- | ------------------------ | ------------- | ---- | ------------ | ---------- | ---------- | ------ | ---- | ------------------ | ---------------------------- |
| 当   | 2015年岐阜県議会議員選挙 | 2015年4月12日 | 43   | 岐阜市選挙区 | 自由民主党 | 1万3868票  | 10.62% | 9    | 2/12               | /                            |
| 当   | 2019年岐阜県議会議員選挙 | 2019年4月7日  | 47   | 岐阜市選挙区 | 自由民主党 | 1万2894票  | 10.77% | 9    | 4/11               | /                            |
| 当   | 2023年岐阜県議会議員選挙 | 2023年4月9日  | 51   | 岐阜市選挙区 | 自由民主党 | 1万4488票  | 12.56% | 9    | 1/11               | /                            |
| 当   | 第27回参議院議員通常選挙 | 2025年7月20日 | 53   | 岐阜県選挙区 | 自由民主党 | 33万3611票 | 36.33% | 1    | 1/6                | /                            |